# Olaf Süß
Olaf Süß (* 10. Dezember 1968 in Erlabrunn; † 1. Mai 1998 in Kirchdorf an der Krems, Oberösterreich) war ein deutscher Rallyefahrer.

## Karriere
Olaf Süß fuhr zusammen mit seinem jüngeren Bruder Rüdiger Süß in der Deutschen-Rallye-Meisterschaft und in der Deutschen Cinquecento Trofeo. Die größten Erfolge waren unter anderem mehrere zweite Plätze bei der Rallye-Europameisterschaft in der Cinquecento Klasse.

## Tödlicher Unfall
Am 1. Mai 1998 ereignete sich beim Europameisterschaftslauf zur 9. Internationalen Pyhrn-Eisenwurzen Rallye im österreichischen Kirchdorf an der Krems ein folgenschwerer Unfall. Auf der ersten Wertungsprüfung rutschte der Fiat Cinquecento der Gebrüder Süß mit der Beifahrerseite gegen eine Betonmauer.
Bei diesem Unfall starb Olaf Süß als Beifahrer. Sein Bruder Rüdiger wurde so schwer verletzt, dass er nach einer Woche im Klinikum in Linz an den Folgen seiner Verletzungen starb. Die Brüder Olaf und Rüdiger wurden auf dem Friedhof von Bernsbach im Erzgebirgskreis begraben.